# Dracula, the Musical
Pour les articles homonymes, voir Dracula (homonymie).
Ne doit pas être confondu avec Dracula, entre l'amour et la mort ou Dracula, l'amour plus fort que la mort.
Dracula, the Musical est une comédie musicale signée par le duo de paroliers-librettistes Don Black et Christopher Hampton, composée par Frank Wildhorn. La trame est inspirée du roman Dracula de Bram Stocker.

## Postulat
Le jeune avocat Jonathan Harker se rend en Transylvanie afin de conclure une vente auprès du comte Dracula. Lorsque son hôte découvre un portrait de sa fiancée, la belle Mina, la situation prend une tournure des plus étranges et le voyage tourne au cauchemar. Jonathan ne tarde pas à comprendre que Dracula n'a rien d'humain et que ses intentions envers Mina sont loin d'être honorables.
L'arrivée du comte à Londres précipite Jonathan, Mina et leur entourage dans l'horreur...

## Synopsis

### Acte I
Jonathan Harker, un jeune avocat britannique, se rend en Transylvanie pour négocier un accord avec un certain comte Dracula, un vieillard issu de la noblesse locale. Ce dernier souhaite acquérir une maison à Londres (Prologue).
Harker se voit accueilli par un somptueux dîner préparé par son hôte. Durant le repas, il demande poliment au comte s'il a déjà des relations en Angleterre. Dracula répond qu'il a pris soin d'entrer en contact avec quelques personnes, s'assurant une arrivée paisible au Royaume-Uni. Le comte exprime son désir de débuter une nouvelle existence dans son nouveau pays (A Solitary Man).
Dracula guide Harker jusqu'à sa chambre. Une fois dans ses appartements, alors que le jeune homme s'installe, le comte remarque la photographie de Mina Murray, la fiancée de son convive. Ce portrait semble produire un étrange effet sur lui. Une fois Dracula parti, Jonathan rédige une lettre à sa promise qui, de son côté, se souvient également de leur rencontre (Whitby Bay). Mina, en Angleterre, entend brusquement la voix de Dracula dans sa tête ; le comte l'informe avec appréhension de son périple imminent et de son désir d'être auprès d'elle...
Tôt le matin, alors qu'Harker se rase, Dracula surgit à l'improviste. Surpris, le jeune homme se coupe. Le comte s'avance vers la gorge ensanglantée de son invité, comme obnubilé, mais recule lorsqu'il aperçoit le petit crucifix que sa proie porte en pendentif. Harker tente de ramener Dracula à leurs affaires et de lui faire signer le contrat. Le comte l'ignore et lui conseille plutôt de ne pas s'aventurer hors de sa chambre, spécifiquement durant la nuit. Le séjour d'Harker au château commence à se transformer lentement en cauchemar et il cherche frénétiquement une issue (Jonathan's Bedroom).
Alors qu'il s'égare dans les dédales du château, les concubines de Dracula apparaissent et commencent à le séduire. La manœuvre fonctionne, Harker finit par retirer le crucifix de son cou. Les épouses se préparent à boire son sang (Forever Young). Soudain, le comte apparaît et réprimande ses femmes pour avoir désobéi à ses ordres en s'en prenant à Jonathan. Sifflantes et furieuses, les épouses mandent une compensation. Sous le regard horrifié de Jonathan, Dracula leur livre un enfant qu'elles dévorent impitoyablement. Lorsque la mère, désemparée, fait son entrée et supplie qu'on lui rende son petit, Dracula la tue impitoyablement (Fresh Blood). Harker voit le prédateur rajeunir et retrouver toute sa vigueur d'antan. Sa jeunesse retrouvée, la créature s'envole dans les airs. Jonathan parvient à s'échapper et gagne Budapest.
Sur le point d'arriver en Grande-Bretagne à bord du navire Le Demeter, Dracula contacte par la pensée son serviteur Renfield. Ce dernier est interné à l'asile où officie le Docteur John (Jack) Seward. Le comte promet au pauvre dément la vie éternelle en échange de ses services. Renfield a une vision du débarquement imminent de Dracula dans la baie de Whitby : il voit son maître exterminer le capitaine et l'équipage (The Master's Song).
Après avoir lu le récit du massacre, Mina discute du fait divers sordide avec son amie, la fougueuse Lucy Westenra. La conversation dévie rapidement autour du problème de somnambulisme de Lucy, hérité de son défunt père, puis sur le dilemme de l'héritière Westenra. Lucy a reçu trois demandes en mariage en l'espace d'une journée et ses trois prétendants viennent souper chez elle ce soir-là : Quincey Morris, le « courageux » cow-boy du Texas ; le Docteur Jack Seward, le « brillant » gérant de l'asile de Purfleet ; et Arthur Holmwood, l'amour d'enfance romantique mais « ennuyeux » de la jeune femme. Au final, Lucy opte pour Holmwood (How Do You Choose ?).
Cette nuit-là, Lucy est victime d'une crise de somnambulisme et rejoint Dracula. Lorsque la créature commence à consommer son sang, Mina, qui avait suivi son amie, cherche à s'interposer. Le comte explique, en communicant par la pensée, que c'est elle qu'il cherchait à convoquer mais que Lucy a répondu à son appel à la place. Mina supplie Dracula de libérer son amie et le comte accepte à condition que la jeune femme vienne avec lui. Mina refuse catégoriquement. Furieux et stupéfait que la belle puisse lui résister, Dracula disparaît. Lucy se réveille et relate sa rencontre avec Dracula à Mina (The Mist). De son côté, Mina explique à Lucy qu'elle a reçu un télégramme de Budapest : elle va rejoindre son fiancé sur-le-champ. Lucy félicite Mina, ravie à l'idée que toutes deux soient prochainement mariées. Dracula, qui les observe au loin, sait qu'il a déjà corrompu une âme mortelle (The Mist -Reprise)...
Mina prépare son voyage sans délai, ce qui va à l'encontre des plans de Dracula. Ce dernier, touché par des émotions qu'il n'a pas ressenties depuis des siècles, suit la jeune femme jusqu'à la gare. Toujours par télépathie, il lui exprime son désir d'être avec elle. Déchirée entre sa dévotion pour Harker et les désirs les plus sombres que Dracula fait naître en son for intérieur, Mina commence à s'interroger sur ses véritables aspirations. Finalement, elle se rend à Budapest et s'unit à Jonathan dès leurs retrouvailles (A Perfect Life / Loving You Keeps Me Alive / Whitby Bay - Reprise). Au même moment, à Londres, Lucy épouse Arthur (The Weddings). Sentant que Mina lui a échappé, Dracula, dévoré par la rage et la frustration, apparaît devant Lucy lors de la réception. Terrifiée, la jeune mariée s'évanouit.
Soupçonnant un mal étrange, le Docteur Seward fait appel à un célèbre expert en vampires, Abraham Van Helsing. Il lui demande de venir en aide à Lucy, très affaiblie. Van Helsing disperse de l'ail dans la chambre de la malade et lui donne une bouteille d'eau bénite qu'elle doit garder contre elle pendant son sommeil. Déjà sous l'emprise de Dracula, Lucy se débarrasse de l'ail et de l'eau bénite puis invite le vampire dans sa chambre (The Invitation). La bête apparaît et vide Lucy de son sang, tout en la nourrissant du sien.
Le lendemain matin, Lucy attaque son mari, dévoilant des dents longues et acérées. Van Helsing sauve Holmwood et parvient à canaliser la rage de la possédée au moyen de prières. Lucy finit par trépasser, laissant Arthur confus et brisé. Van Helsing le réconforte tout en expliquant la nature des vampires (Nosferatu).
Lucy est enterrée mais ressuscite peu après sous sa forme vampirique. Dracula vient la voir et annonce qu'elle sera la première de sa nouvelle « dynastie ». Le comte envoie Lucy traquer ses premières victimes, avant de s'envoler dans le ciel sous la forme d'une chauve-souris géante (Life After Life).

### Acte II
Deux semaines plus tard, Van Helsing mène Holmwood, Morris, le Docteur Seward, Harker et Mina au tombeau de Lucy. Depuis le trépas de cette dernière, des phénomènes aussi étranges qu'atroces se produisent : chaque nuit, de jeunes enfants sont enlevés et vidés de leur sang. Van Helsing entend prouver à Holmwood, Morris et le Docteur Seward, toujours sceptiques, que la coupable n'est autre que Lucy devenue une morte-vivante. Ils entrent dans la sépulture et trouvent le cercueil vide. Lucy fait alors son apparition dans le tombeau, en tenant contre elle le bambin dont elle a l'intention de se nourrir. La succube est confrontée à la petite bande (Undead One, Surrender). Le groupe la force à entrer dans son cercueil en psalmodiant des chants religieux. En larmes, Holmwood lui enfonce un pieu dans le cœur tandis que Van Helsing la décapite. Lucy meurt et peut enfin reposer en paix.
La nuit suivante, traumatisée par les événements de la veille, Mina se retire. Une fois encore, Dracula rentre en contact mental avec elle. Lorsque le comte lui demande pourquoi elle le force à attendre et se refuse à lui, Mina rétorque qu'il a assassiné Lucy. Dracula la détrompe, arguant qu'il avait offert la vie éternelle à Lucy et que ce sont les chasseurs de vampires qui l'ont tuée. Mina ressent une attirance singulière envers lui. Prise entre la terreur qu'il lui inspire et son affinité croissante pour cet être trouble, Mina s'effondre : elle l'implore de cesser sa séduction, à moins qu'il ne soit réellement épris d'elle (Please Don't Make Me Love You).
Van Helsing découvre le lien mental unissant Renfield à Dracula. Il se rend à l'asile avec Mina afin de l'interroger. Sur son impulsion, Renfield affirme que son maître lui a promis la vie éternelle. Van Helsing, saisi d'un pressentiment cruel, commence à se demander s'il n'a pas rencontré Renfield, jadis... Il finit par poser la question au dément. L'intéressé répond, hagard, qu'il sait ce qui est arrivé à la femme de Van Helsing. Ébranlé par le sous-entendu, Van Helsing sort en trombe de la pièce. Mina tente de raisonner Renfield et le questionne : la vie éternelle vaut-elle la peine de damner son âme ? Renfield finit par confier à Mina les plans de Dracula à son égard mais se rend vite compte qu'il a scellé son destin en trahissant son maître. Une fois Renfield seul, le comte apparaît et anéantit son ancien serviteur (The Master's Song - Reprise).
En privé, Van Helsing se souvient de sa jeunesse aux côtés de sa femme Roseanne. Son épouse a été tuée par un vampire, possiblement Dracula, ce qui a poussé le docteur à devenir chasseur de vampires (Roseanne).
Holmwood, Morris et le Docteur Seward découvrent le repère de Dracula : celui-ci est situé aux tréfonds de la demeure que Harker a vendu au comte, lors de l'accord conclu en Transylvanie. Le trio, escorté par Van Helsing, part en laissant Mina avec Jonathan. Mais la jeune femme ne peut s'empêcher d'éprouver le besoin irrépressible de sauver le vampire. Incapable de contrer plus longtemps son désir, elle invite Dracula à la rejoindre (If I Could Fly). Dracula entre et plonge Jonathan dans un état de transe avant de séduire Mina.
Mina et Dracula laissent leur passion les consumer. Alors qu'ils s'enlacent, ce dernier s'inflige une blessure au torse et invite son amante à boire son sang, dans l'intention de la transformer en vampire (The Seduction - There's Always A Tomorrow). A cet instant précis, Van Helsing, Holmwood, Morris et le Docteur Seward font irruption dans la pièce. Le quatuor affronte le comte, le contraignant à la fuite (It's Over).
Au moyen de l'hypnose, Van Helsing demande à Mina, dont la connexion télépathique avec Dracula est plus étroite que jamais, de lui révéler où se trouve le comte. Il apprend ainsi le retour du vampire en Transylvanie, son repère londonien ayant été anéanti par les chasseurs. Mina fait jurer à chaque membre du groupe, y compris à Jonathan, de la tuer si son âme est perdue (Jonathan's Promise). Tous se lancent dans les derniers préparatifs du voyage, prêts à livrer l'assaut final contre Dracula (Deep In the Darkest Night). Pendant ce temps, Harker rumine l'horrible promesse qu'il a faite à son épouse mais jure de respecter sa parole (Before the Summer Ends).
À bord d'un train, Van Helsing hypnotise à nouveau Mina pour révéler les desseins de Dracula. Elle révèle que son amant démoniaque est caché dans un cercueil, à bord d'un navire, avant que le comte ne prenne le dessus sur Mina et n'interrompe la connexion. La transe rompue, la jeune femme se retire et les hommes planifient leur prochain plan d'attaque (The Train Sequence / Life After Life - Reprise).
De retour sur son domaine, Dracula réfléchit à son existence éternelle. Il réalise qu'il est sincèrement épris de Mina (The Longer I Live).
Les chasseurs atteignent le château du comte et la confrontation a lieu. Morris est tué par Dracula alors qu'il tente de repousser le vampire dans son cercueil. Van Helsing place Mina dans un cercle protecteur, tracé au moyen d'eau bénite. Après quoi, Van Helsing, Holmwood, Harker et le Docteur Seward vont combattre les concubines de Dracula. Ce dernier apparaît peu de temps après devant Mina, qui décide alors de suivre son bien-aimé dans les ténèbres (At Last).
Toutefois, en entendant les hurlements de ses épouses agonisantes, Dracula réalise qu'il condamne Mina au même sort. S'il veut la sauver, il doit garantir son humanité. Sachant que le salut de la jeune femme repose sur sa propre mort, le comte demande à Mina un dernier sacrifice : le libérer de son existence damnée en le poignardant en plein cœur. Les larmes aux yeux, elle exauce l'ultime souhait de son amant. Son époux et ses alliés reviennent à cet instant précis. Jonathan découvre Mina au sol, berçant doucement la dépouille de Dracula dans ses bras (Finale : There's Always A Tomorrow).

## Distributions

### Distributions anglophones
| Rôle                        | La Jolla (2001) | Broadway (2004)   | Enregistrement studio (2011) |
| --------------------------- | --------------- | ----------------- | ---------------------------- |
| Le Comte Dracula            | Tom Hewitt      | Tom Hewitt        | James Barbour                |
| Mina Murray                 | Jenn Morse      | Melissa Errico    | Kate Shindle                 |
| Jonathan Harker             | Tom Stewart     | Darren Ritchie    | Rob Evan                     |
| Docteur Abraham Van Helsing | Tom Flynn       | Stephen Henderson | Norm Lewis                   |
| Docteur John Seward         | Joe Cassidy     | Shonn Wiley       | Norm Lewis                   |
| Lucy Westenra               | Amy Rutberg     | Kelli O'Hara      | Lauren Kennedy               |
| Renfield                    | William Youmans | Don Stephenson    | Euan Morton                  |
| Arthur Holmwood             | Chris Hoch      | Chris Hoch        | N/A                          |
| Quincey Morris              | Lee Morgan      | Bart Shatto       | N/A                          |

### Distributions européennes
| Rôle                        | Saint-Gall (2005)           | Graz (2007)      |
| --------------------------- | --------------------------- | ---------------- |
| Le Comte Dracula            | Thomas Borchert Drew Sarich | Thomas Borchert  |
| Mina Murray                 | Ann Christin Elverum        | Lyn Liechty      |
| Jonathan Harker             | Jesper Tydén                | Jesper Tydén     |
| Docteur Abraham Van Helsing | Chris Murray                | Uwe Kröger       |
| Docteur John Seward         | Alen Hodzovic               | Rory Six         |
| Lucy Westenra               | Caroline Vasicek            | Caroline Vasicek |
| Renfield                    | Stephan Vinzberg            | Eric Minsk       |
| Arthur Holmwood             | Martin Pasching             | Lucius Wolter    |
| Quincey Morris              | Frank Winkels               | Robert D. Marx   |

### Distributions asiatiques
| Rôle                        | Japon (2011)       | Japon (2013)       | Corée du Sud (2014)                     |
| --------------------------- | ------------------ | ------------------ | --------------------------------------- |
| Le Comte Dracula            | Yōka Wao           | Yōka Wao           | Kim Junsu / Ryu Jung-han /Jeon Dong-Suk |
| Mina Murray                 | Mari Hanafusa      | Natsumi Abe        | Cho Jung-eun / Jeong Sun-ah             |
| Jonathan Harker             | Ryosei Konishi     | Gen Parton-Shin    | KAI / Cho Kang-hyun                     |
| Docteur Abraham Van Helsing | Soma Suzuki        | Soma Suzuki        | Yang Junmo                              |
| Docteur John Seward         | Ryuji Kamiyama     | Daisuke Watanabe   | Byun Hee-Sang                           |
| Lucy Westenra               | Natsumi Abe        | Mika Kikuchi       | Lee Ji-Hye                              |
| Renfield                    | Ryūnosuke Onoda    | Takayuki Sakurai   | Moon Tae-yoo                            |
| Arthur Holmwood             | Hiroshi Yazaki     | Hiroshi Yazaki     | Byun Hee-Sang                           |
| Quincey Morris              | Tsuyoshi Matsubara | Tsuyoshi Matsubara | Yang Seung-ri                           |

## Numéros musicaux

### Déroulement original
| Acte I - Prologue - Harker - A Quiet Life - Dracula - Over Whitby Bay - Harker et Mina - Jonathan's Bedroom - Harker - Forever Young - Les épouses de Dracula - Fresh Blood - Dracula, ses épouses et Harker - The Master's Song - Renfield et le Docteur Seward - How Do You Choose? - Lucy, Mina, Arthur, le Docteur Seward et Quincey - The Mist - Lucy - The Mist (Reprise) - Dracula - Modern World - Lucy, Mina, Arthur, le Docteur Seward et Quincey - A Perfect Life - Mina - The Weddings - Mina, Harker, Arthur et Lucy - Nosferatu - Van Helsing - Prayer for the Dead - Van Helsing, Mina, Harker, le Docteur Seward, Arthur, Quincey et les chœurs - Life After Life - Dracula et Lucy | Acte II - Undead one, Surrender - Van Helsing, Mina, Harker, le Docteur Seward, Arthur, Quincey - The Heart is Slow to Learn - Mina - The Master's Song (Reprise) - Renfield et Dracula - If I Could Fly - Mina - Mina's seduction - Mina et Dracula - There's Always a Tomorrow - Dracula et Mina - Deep in the Darkest Night - Van Helsing, Arthur, Quincey et le Docteur Seward - Before the Summer Ends - Harker - All is Dark/Life After Life (reprise) - Mina et Dracula - The Longer I Live - Dracula - Finale: There's Always a Tomorrow - Mina et Dracula |

### Déroulement de la version définitive
| Acte I - Prologue - Les épouses de Dracula - A Solitary Man - Dracula - Whitby Bay - Mina et Harker - Jonathan's Bedroom - Harker - Forever Young - Les épouses de Dracula - Fresh Blood - Dracula, ses épouses Harker - The Master's Song - Renfield et le Docteur Seward - How Do You Choose? - Lucy, Mina, Arthur, le Docteur Seward et Quincey - The Mist - Lucy - The Mist (Reprise) - Dracula - A Perfect Life / Loving You Keeps Me Alive / Whitby Bay (Reprise) - Mina, Harker et Dracula - The Weddings - Mina, Harker, Arthur et Lucy - The Invitation* - Lucy - Nosferatu* - Van Helsing - Prayer for the Dead - Van Helsing, Arthur, le Docteur Seward, Quincey, Mina et les chœurs - Life After Life - Dracula et Lucy | Acte II - Undead One, Surrender - Van Helsing, Mina, Arthur, le Docteur Seward, Quincey et Harker - Please Don't Make Me Love You* - Mina - The Master's Song (Reprise) - Renfield et Dracula - Roseanne* - Van Helsing - If I Could Fly - Mina - The Seduction (There's Always a Tomorrow) - Dracula et Mina - It's Over* - Dracula et Van Helsing - Jonathan's Promise* - Harker - Deep in the Darkest Night - Van Helsing, Quincey, Arthur, le Docteur Seward, Mina et Harker - Before the Summer Ends - Harker - The Train Sequence (Life After Life - Reprise) - Dracula, Mina et Van Helsing - The Longer I Live - Dracula - Finale: There's Always a Tomorrow - Dracula et Mina |

Note : *Indique une nouvelle chanson

## Production

### Les prémices difficiles sur le sol américain
Pour ses débuts, Dracula se joue du 9 octobre au 25 novembre 2001 à La Jolla Playhouse, un théâtre professionnel à but non lucratif situé sur le campus de l'Université de Californie à San Diego. Tom Hewitt campe le rôle-titre.
La comédie musicale, après plusieurs modifications et des ateliers supplémentaires, est montée officiellement au Belasco Theatre (Broadway), du 19 août 2004 au 2 janvier 2005. On dénombre 157 représentations et 22 avant-premières. La mise en scène est assurée par Des McAnuff ; le spectacle est chorégraphié par Mindy Cooper ; les décors sont des créations d'Heidi Ettinger ; Catherine Zuber est responsable des costumes et Howell Binkley des lumières. Les orchestrations reviennent à Doug Besterman. Le show requiert des effets visuels réalisés par la compagnie Flying by Foy. Côté casting, Tom Hewitt reprend le rôle principal, épaulé notamment par Melissa Errico (Mina), Stephen Henderson (Van Helsing) et Kelli O'Hara (Lucy). Chuck Wagner officie en tant que doublure pour les personnages de Dracula et Van Helsing. La brève scène de nu dans laquelle Dracula séduit Lucy Westenra a été largement commentée, tout comme les nombreux effets spéciaux. Les costumes de Catherine Zuber sont toujours exposés au Costume World Broadway Collection du Wick Theatre & Costume Museum de Boca Raton, en Floride.

### Le succès à l'étranger

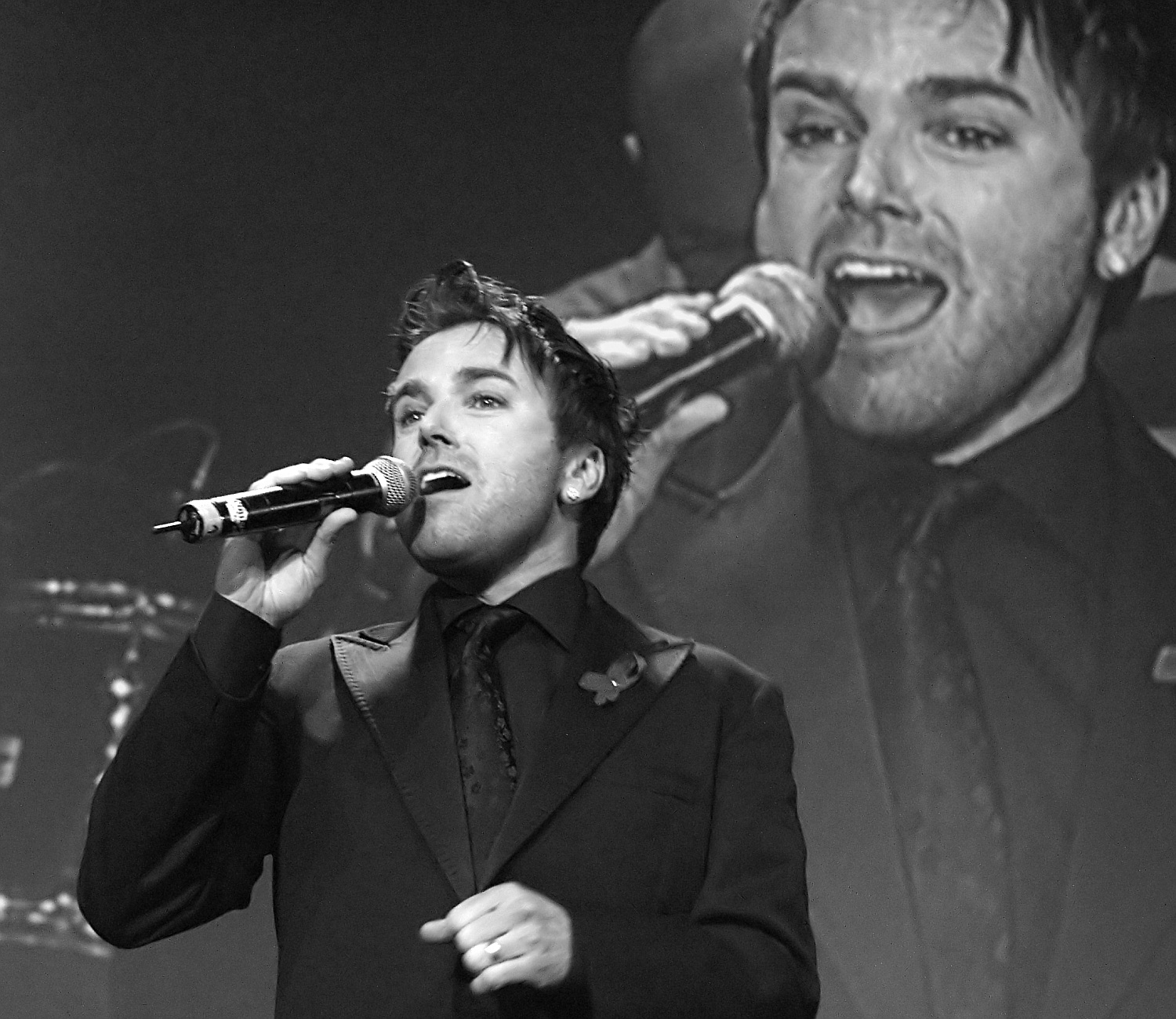
Uwe Kröger, pour qui Wildhorn a composé Roseanne et It's Over.

Après un accueil tiède aux Etats-Unis, Dracula fait ses débuts internationaux au Théâtre de Saint-Gall, en Suisse, du 23 avril 2005 au 6 juin 2006. Cette mouture, largement révisée, comporte six nouvelles chansons signées par Wildhorn. Les titres Roseanne et It's Over sont créés spécialement pour Uwe Kröger, grande star de la scène musicale germanique. Les morceaux sont traduits par Roman Hinze et interprétés en allemand. Un orchestre de quarante musiciens officie en live. À la suite du succès, la comédie musicale sera montée dans plusieurs villes, notamment à Graz, Münster, Pforzheim, Röttingen, Hildesheim ou Hambourg. Il s'agit de la version définitive de Dracula et la plus fidèle à la vision originale de Wildhorn.
La version japonaise, montée en 2013 au Tokyo International Forum et portée par le duo Yōka Wao / Mari Hanafusa, suscite également l'engouement des spectateurs. Ce Dracula marque en effet les retrouvailles de Wao et Hanafusa, ancien tandem star de la revue Takarazuka. Le célèbre comte y est incarné par une femme. A date, Wao est la seule chanteuse à avoir incarné le personnage emblématique dans une mouture de Dracula, toutes nationalités confondues. Un revival a lieu deux ans plus tard, toujours avec Wao dans le rôle-titre.
En Corée du Sud, Dracula est intrinsèquement lié à Junsu, membre du groupe JYJ et interprète reconnu de comédies musicales (notamment pour son travail dans Mozart! et Elisabeth). Le chanteur campe le rôle phare à cinq reprises, sur les productions de 2014, 2016, 2020, 2021 et 2023. Il se distingue dans son interprétation en conférant à son vampire une apparence plus jeune, une aura plus agressive, ainsi qu'un style plus rock, notamment via ses cheveux rouge vif ; le personnage, tel que campé par Junsu, est surnommé affectueusement Shakul par les fans. Un album commémorant les dix ans de la première mouture sud-coréenne est sorti en 2024.

## Réception
Les œuvres de Wildhorn sont généralement mal reçues par les critiques spécialisées, et Dracula ne fait pas exception. L'accueil de la presse s'avère glacial, les paroles sont jugées peu originales et la musique est qualifiée de monotone. La partition est comparée négativement aux précédents travaux d'Andrew Lloyd Webber et aux partitions antérieures de Wildhorn. Les retours déplorent également un manque total d'émotion, de suspense et d'horreur. Si l'intrigue de la comédie musicale retrace tous les points importants du roman original, les critiques estiment que son exécution est si confuse que les spectateurs néophytes risquent de ne pas comprendre la trame.
La version définitive, élaborée à l'occasion de la production suisse de Saint-Gall, est en revanche bien accueillie par le public européen et les critiques locales.
Depuis sa présentation au Seoul Arts Center Opera Theater, Dracula s'est imposé comme un spectacle incontournable en Corée du Sud. En 2021, à la suite de sa quatrième saison, il cumule plus de 400 000 spectateurs.
En 2014, on dénombre 400 productions de Dracula.